# Pao palembangensis
Pao palembangensis es una especie de pez actinopeterigio de agua dulce, de la familia de los tetraodóntidos.

## Usos
Es inofensivo para los humanos y se pesca para consumo, aunque con una importancia comercial pequeña. Para su consumo deber ser mantenido vivo hasta el momento de cocinarlo, y la piel y los órganos internos se eliminan antes de cocinarlos. Usado en algunas ocasiones en acuariofilia.

## Morfología
Con el cuerpo típico de los peces globo de agua dulce de su familia, la longitud máxima descrita fue de un macho de 19'4 cm.

## Distribución y hábitat
Se distribuye por ríos y lagos del sureste de Asia, en Laos, Tailandia, Malasia e Indonesia. Son peces de agua dulce tropical, de comportamiento demersal La deforestación y la degradación de sus haábitats son las principales amenazas para este pez, necesitándose más estudios.